# San Simon (Arizona)
Pour les articles homonymes, voir San Simon.
San Simon est une census-designated place du comté de Cochise, dans l'État de l'Arizona, aux États-Unis. En 2020, elle compte une population de 158 habitants.